# Brigantin (rustning)
Brigantin är ett harnesk bestående av på läder eller tyg utvändigt fastnitade varandra överskjutande stålplattor. Brigantiner var mycket brukade under 1500-talet men stammar liksom korazinen från den medeltida lentnern.